# Charlie Frazer
Pour les articles homonymes, voir Frazer.
Charles Edward Frazer, dit Charlie Frazer, né le 2 janvier 1880 à Yarrawonga et mort le 25 novembre 1913, est un syndicaliste et homme politique australien. Plus jeune ministre de l'histoire à l'âge de 30 ans, il meurt à l'âge de 33 ans.

## Biographie
Fils de petits fermiers du Victoria relativement pauvres et appauvris davantage par la Grande Dépression dans les années 1890, il quitte l'école à l'âge de 15 ans et prend part aux ruées vers l'or en Australie-Occidentale. Plutôt que rejoindre les chercheurs d'or dont beaucoup connaissent une existence très rude, il trouve un emploi au département ferroviaire de la ville de Perth et, à l'issue d'une formation de cheminot, travaille comme conducteur de train des mines à Boulder. Syndiqué, il est élu président de la branche locale du syndicat des cheminots en 1902, puis est élu cette même année au conseil municipal de Kalgoorlie,.
« Grand, beau et confiant », il est apprécié des ouvriers et ouvrières des villes minières pour « sa défense vive de la politique de l'Australie blanche autant que pour son plaisir à boire, à fumer et au jeu », la politique d'Australie blanche visant à préserver les conditions de travail et des salaires des ouvriers australiens en interdisant une immigration de travailleurs asiatiques à bas coût. Il remporte ainsi la circonscription de Kalgoorlie pour le Parti travailliste aux élections législatives fédérales de 1903, et entre à l'âge de 23 ans à la Chambre des représentants. Il commence à étudier le droit, et lit des manuels de droit même durant les débats à la Chambre, mais n'a pas le temps de se consacrer à ces études et les abandonne. En désaccord avec l'alliance informelle des travaillistes avec le Parti protectionniste, il dépose avec succès en 1908 une motion demandant aux députés travaillistes de retirer la confiance du parti envers le gouvernement minoritaire protectionniste d'Alfred Deakin. Il en résulte la chute du gouvernement Deakin et l'arrivée au pouvoir d'un éphémère gouvernement travailliste, dirigé par Andrew Fisher. Charlie Frazer est nommé adjoint au whip-en-chef du parti à la Chambre,.
Les travaillistes remportent les élections de 1910, formant le premier gouvernement majoritaire de leur histoire, et Charlie Frazer y est fait ministre sans portefeuille assistant le ministre des Finances, Andrew Fisher, qui est également à nouveau le Premier ministre. À l'âge de 30 ans et 4 mois il est, et demeure, le plus jeune ministre fédéral de l'histoire de l'Australie (devant Andrew Peacock) ; ambitieux et énergique, il dit compter devenir Premier ministre avant la fin de la décennie. En octobre 1911 il est promu ministre des Postes, et fait construire de nouveaux bâtiments et infrastructures de communications dans le pays ; sa compétence à cette fonction est reconnue. Le gouvernement est battu aux élections de 1913, et Charlie Frazer meurt très subitement d'une pneumonie quelques mois plus tard, à l'âge de 33 ans,.